# Flora Gil
Flora Nair Giordano Gil Moreira (São Paulo, 2 de junho de 1960) é uma empresária e diretora brasileira. Entre as principais realizações da Gege Produções, da qual é diretora, estão a organização e produção das diversas turnês nacionais e internacionais de Gilberto Gil, a coprodução do documentário Tempo Rei (1996) e do longa metragem Eu, Tu, Eles (2000), a idealização e produção do Camarote Expresso 2222, do São João Carioca e do Reveillon Salvador, entre outros.

## Vida pessoal
Filha de Domingos Giordano e Janira Pereira, Flora é casada com o cantor Gilberto Gil desde 1981, com quem tem três filhos, Bem, Bela e José.
No dia 1.º de junho de 2017, recebeu o Título de Cidadã da Cidade de Salvador. No dia 6 de fevereiro de 2020, o Título de Cidadã baiana.